# Bacteriorrodopsina
Bacteriorrodopsina é uma proteína utilizada pelas Archaea, notavelmente por membros da classe Halobacteria. Atua como um bomba de protões, isto é, que capta a energia da luz e usa-a para mover protons para fora da membrana da célula. O gradiente de protões resultante é convertido subsequentemente em energia química. A bacteriorrodopsina foi descoberta em 1967 por Richard Henderson e Nigel Unwin e sua função como bomba de protões foi descrita logo depois.

## Estrutura

Mudança conformacional

A bacteriorrodopsina é uma proteína integral de membrana geralmente ocorrendo sob a forma de  distintos pedaços de treliças cristalinas hexagonais de cor púrpura, que podem ocupar até quase 50% da área superficial da célula de uma arqueobactéria. A rede hexagonal se compõe de três cadeias idênticas de proteína, cada uma girada em 120 graus em relação às demais. Cada cadeia é composta de sete alfa-hélices transmembrana e de uma molécula de retinal localizada profundamente em seu interior, a estrutura típica das proteínas de retinilideno. O retinal altera sua conformação ao absorver um fóton, produzindo uma mudança de conformação nas proteínas vizinhas e na bomba de protões.
É a molécula da retina, que muda sua conformação quando absorve um fotão, resultando numa alteração conformacional da proteína circundante e da acção de bombeamento de protões.

## Uso
As bacteriorrodopsinas vêm sendo utilizadas em diversas aplicações na eletrônica molecular, como a produção de chip de computador, interferômetros e até mesmo a produção de olhos artificiais. Apresenta ainda propriedades antioxidantes e radioprotetoras e é utilizada como aditivo ativo biológico.
Em 2005, pesquisadores descobriram que a bacteriorrodopsina possui a capacidade de retardar a luz para um valor de até menos de 0,091 mm/s, a menor velocidade obtida até então.  O experimento reforçou a aplicabilidade da bacteriorrodopsina em sistemas óticos e redes de telecomunicações.

## Galeria

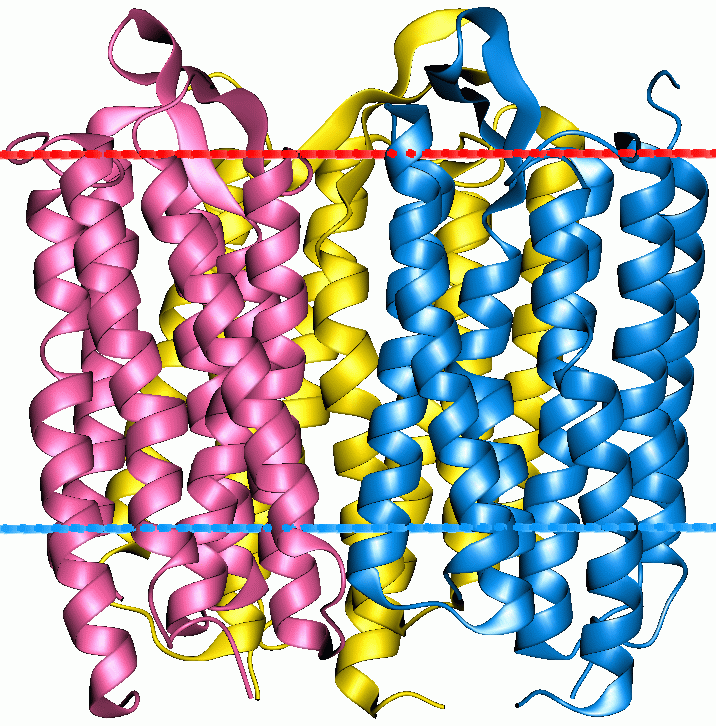
A bacteriorodopsina é um trímero. A linha vermelha indica o lado extracelular (EC) da membrana
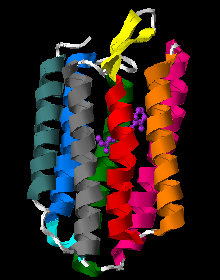
O único monómero da bacteriorodopsina com molécula  de retina entre 7 hélices verticais (PDB ID: 1X0S [7][8][9]). Mais uma pequena hélice em azul claro, e a folha-beta está em amarelo.
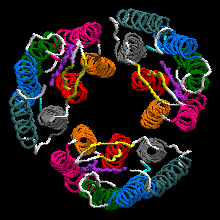
O trímero da Bacteriorodopsina com uma molécula de retina em cada subunidade vista do lado extracelular CE (PDB ID: 1X0S.
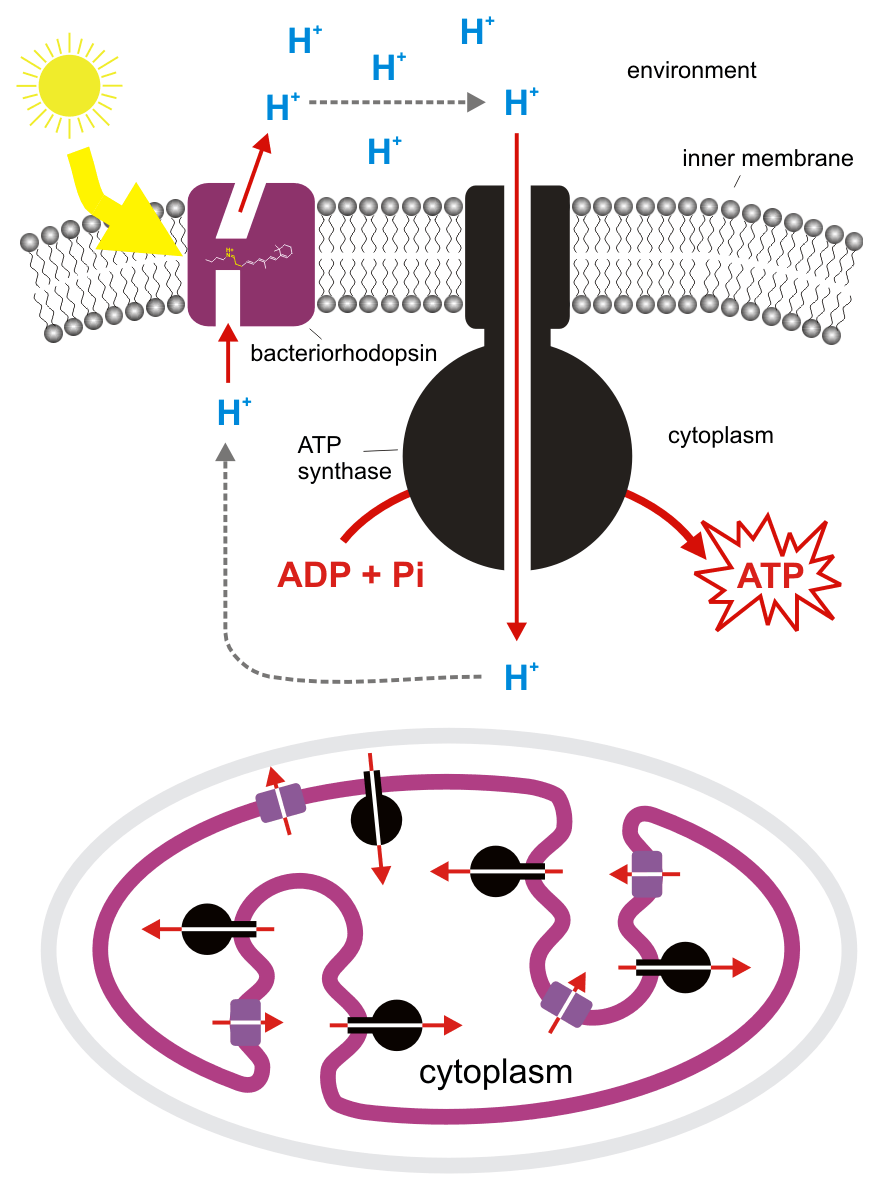
Acoplamento quimiosmótico entre a energia do sol, a bacteriorodopsina e a fosforilação por ATP sintase (energia química) durante a fotossíntese em bactérias halofílicas Halobacterium salinarum (sin. H. halobium). A parede celular bacteriana foi omitida.